# Crise du 6 février 1934
Le 6 février 1934, une manifestation antiparlementaire est organisée à Paris devant la Chambre des députés 
par des groupes de droite, des associations d'anciens combattants et des ligues d'extrême droite pour protester contre le limogeage du préfet de police Jean Chiappe à la suite de l'affaire Stavisky.
La manifestation tourne à l'émeute sur la place de la Concorde, faisant 14 victimes civiles, 1 mort chez les forces de l'ordre et plus de 1 000 blessés le soir-même. 2 autres victimes civiles décèdent des suites immédiates de leurs blessures quelques jours plus tard et 4 autres des conséquences de leurs blessures portant ainsi à 19 le nombre total de morts du 6 février 1934. La crise du 6 février 1934 est une des manifestations les plus sanglantes de la Troisième République, depuis la fusillade de Fourmies en 1891. De nouvelles manifestations violentes — avec de nouvelles victimes du côté des manifestants — se produisent les 7, 9 et 12 février. Le bilan de la répression policière s'élève à 30 morts sur l'ensemble de ces manifestations.
La crise provoque dès le lendemain la chute du second gouvernement Daladier et exerce une influence profonde et durable sur la vie politique française.

## La République en crise

### Le contexte économique et politique
Fin décembre 1933, la catastrophe de Lagny-Pomponne provoque une grande émotion. La population réclame des responsables.
Au début de l'année 1934, le monde subit les conséquences de la crise économique issue du krach de 1929 et la montée des extrémismes.
En Italie et en URSS, Mussolini et Staline consolident leurs pouvoirs personnels. En Allemagne, Hitler, nommé chancelier le 30 janvier 1933, obtient les pleins pouvoirs le 23 mars de la même année. En Autriche, Dollfuss devient dictateur fasciste.
La France est touchée à partir de 1931 par la Grande Dépression, née en 1929 aux États-Unis. La crise économique et sociale frappe particulièrement les classes moyennes, soutien traditionnel de la République, le chômage passant de 273 000 personnes en 1932 à 340 000 en 1934. Or, le pouvoir se révèle incapable d'apporter des solutions et son budget devient fortement déficitaire. Les gouvernements se succèdent (six gouvernements de mai 1932 à février 1934), constitués des mêmes hommes de la majorité, tour à tour institués puis discrédités.
L'antiparlementarisme est aussi alimenté par une succession de scandales politico-financiers : l'affaire Hanau (Marthe Hanau a utilisé ses appuis politiques pour attirer, grâce à son journal La Gazette du franc, les économies des petits épargnants), l'affaire Oustric (la faillite frauduleuse du banquier Albert Oustric précipite en 1930 la chute du gouvernement d'André Tardieu, dont le garde des Sceaux est mêlé à l'affaire), et enfin, cause directe des événements du 6 février, l'affaire Stavisky.

### L'affaire Stavisky et ses conséquences

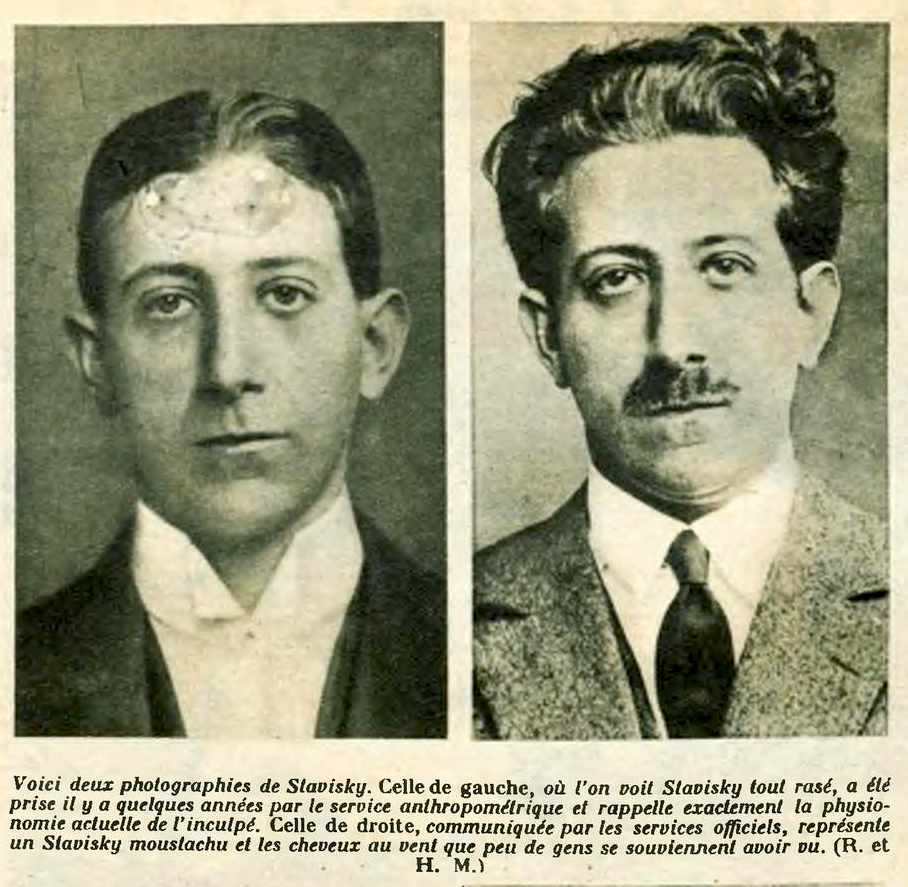
Les visages d'Alexandre Stavisky : à gauche, une photographie d'anthropométrie judiciaire où il a l'apparence sous laquelle il est le plus connu ; à droite, le visage composé pour se dissimuler et brouiller les pistes vers 1926.

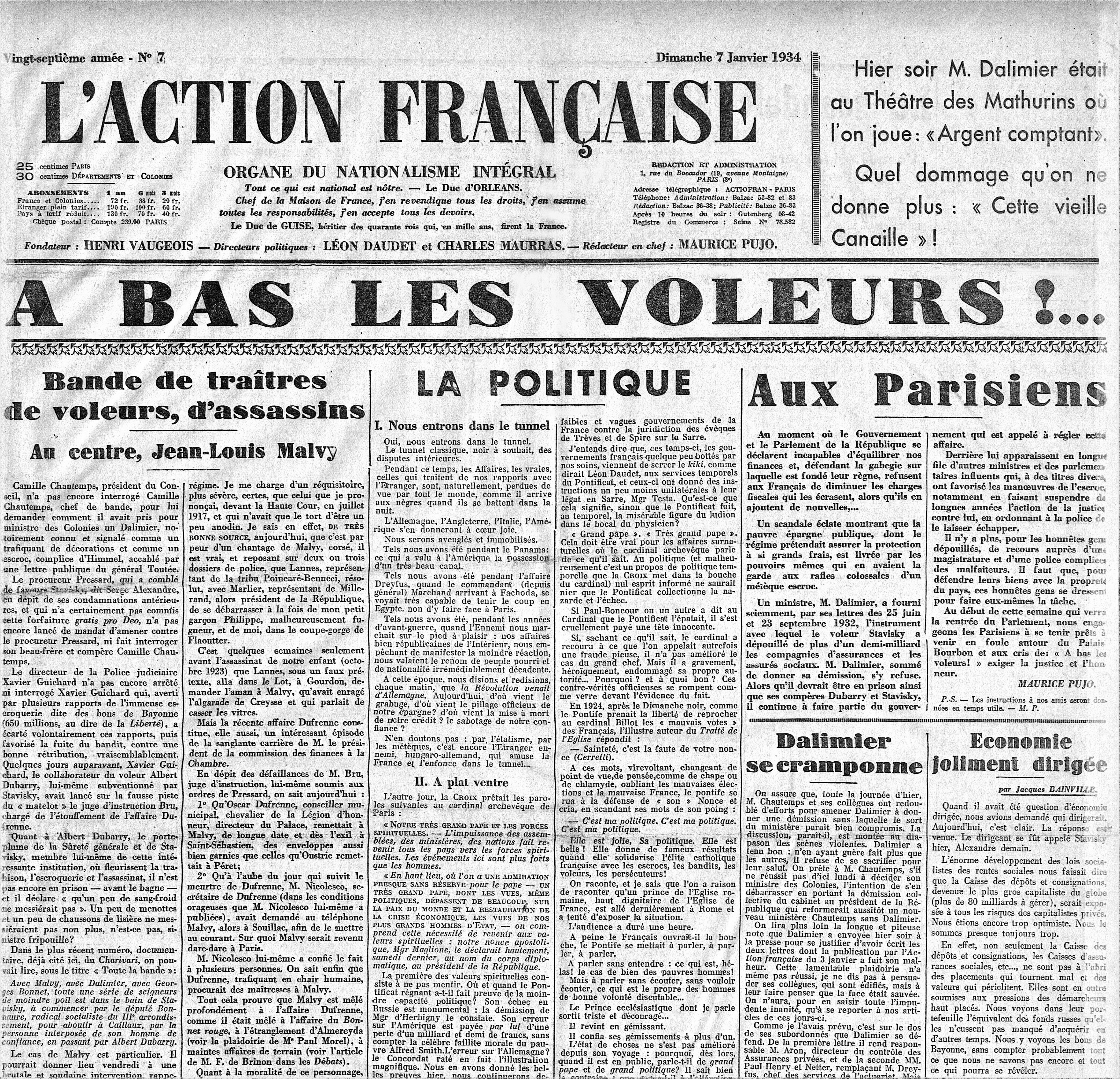
À bas les voleurs !…, manchette de L'Action française du 7 janvier 1934.

Ce nouveau scandale, impliquant le Crédit municipal de Bayonne, éclate en décembre 1933. Apparaît alors le personnage d'Alexandre Stavisky, escroc lié à plusieurs parlementaires radicaux, dont un ministre du gouvernement de Camille Chautemps. La presse révèle ensuite qu'Alexandre Stavisky a bénéficié de dix-neuf remises de son procès, alors que le Parquet est dirigé par le beau-frère de Camille Chautemps. Le 8 janvier 1934, Alexandre Stavisky est retrouvé mort. Selon la version policière, il se serait suicidé, ce qui suscite l’incrédulité. Pour la droite, il a été assassiné sur l'ordre de Chautemps, afin d’éviter des révélations. Quand, le 12 janvier, le député Jean Ybarnegaray demande devant la Chambre une commission d'enquête, le président du Conseil refuse : « Laissons la justice faire son travail. ». Chautemps commet là une erreur psychologique qui alimente le discours de l'Action française.
Dès le 7 janvier, L'Action française incite les parisiens à huer les députés en criant « à bas les voleurs ! ». Le soir du 9 janvier, le mouvement monarchiste manifeste. Son numéro du 9 janvier proclame : « Aujourd'hui, jour de rentrée du Parlement, à l'heure de sortie de vos ateliers et de vos bureaux, nous vous engageons à venir en foule autour du Palais Bourbon et aux cris de « À bas les voleurs ! À bas les assassins ! » exiger la justice et l'honneur. ». 2 000 membres et sympathisants répondent à l'appel le premier soir. Le 11 janvier, l'arrestation de M. Aymard, directeur du journal La Liberté, et de M. Dubarry, directeur de La Volonté, jette 4 800 manifestants sur le pavé, où l'Action française est rejointe par les Jeunesses patriotes. La pluie rebute les protestataires le 12 janvier, mais les démonstrations reprennent, aussi nombreuses, les 19 et 20 janvier. Les étudiants de l'Action française et les Camelots du roi scandent : « À bas Chautemps ! À bas les voleurs ! Stavisky au Panthéon ! ». Un nouveau débat sur l'affaire Stavisky le 23 janvier aboutit à un vote de confiance de la Chambre, majoritairement à gauche, en faveur du président du Conseil Camille Chautemps (367 voix contre 201). La Fédération nationale des contribuables descend à son tour dans la rue, mais à un autre point de rendez-vous que celui de l'Action française. Le 27 janvier, la manifestation se grossit de communistes, qui se réclament des soviets et chantent l'Internationale. Le garde des Sceaux, Eugène Raynaldy, étant mouillé à son tour, se retire et le président du Conseil jette l'éponge le 28 janvier. La démission du cabinet Chautemps apaise les revendications. En trois semaines, il y a eu près de 2 000 arrestations et plusieurs centaines d'agents des forces de l'ordre ont été blessés. Maurice Pujo, de l'Action française, explique plus tard à la commission d'enquête : « On me dira qu'il est scandaleux d'arracher des bancs, de déraciner des arbres, de jeter sur la voie publique des grilles d'arbres. Il est certain que nous avons cherché le désordre dans la rue. Les manifestations n'ont pas d'autre but. ».

### Changement de cabinet
Le président de la République Albert Lebrun appelle le radical Édouard Daladier à constituer un nouveau gouvernement. Celui-ci reprend huit membres du précédent cabinet, y ajoute deux « républicains de gauche » (François Piétri et Gustave Doussain), un républicain du centre (Jean Fabry), et Eugène Frot, homme nouveau et membre d'une loge maçonnique. La formation du cabinet est achevée le 30 janvier. Certains sont des hommes politiques du centre-droit comme Jean Fabry.
Tandis que la droite tente d’utiliser l’affaire Stavisky pour remplacer la majorité issue des élections de 1932, remportées par le Cartel des gauches, l’extrême-droite frappe plus fort : antisémitisme, xénophobie (Alexandre Stavisky est un Juif ukrainien naturalisé), hostilité à la franc-maçonnerie (dont Chautemps fait lui aussi partie), antiparlementarisme. Selon l'historien Serge Berstein, l'affaire Stavisky n'est exceptionnelle ni par sa gravité ni par les personnalités mises en cause, mais par la volonté de la droite de faire chuter un gouvernement de gauche sur ce thème, profitant du fait que les radicaux n'ont pas la majorité absolue à la Chambre des députés et forment donc des gouvernements fragiles. Du point de vue de la droite, cet énième scandale est la goutte d'eau qui fait déborder le vase des compromissions.

### Le déclenchement de la crise du 6 février

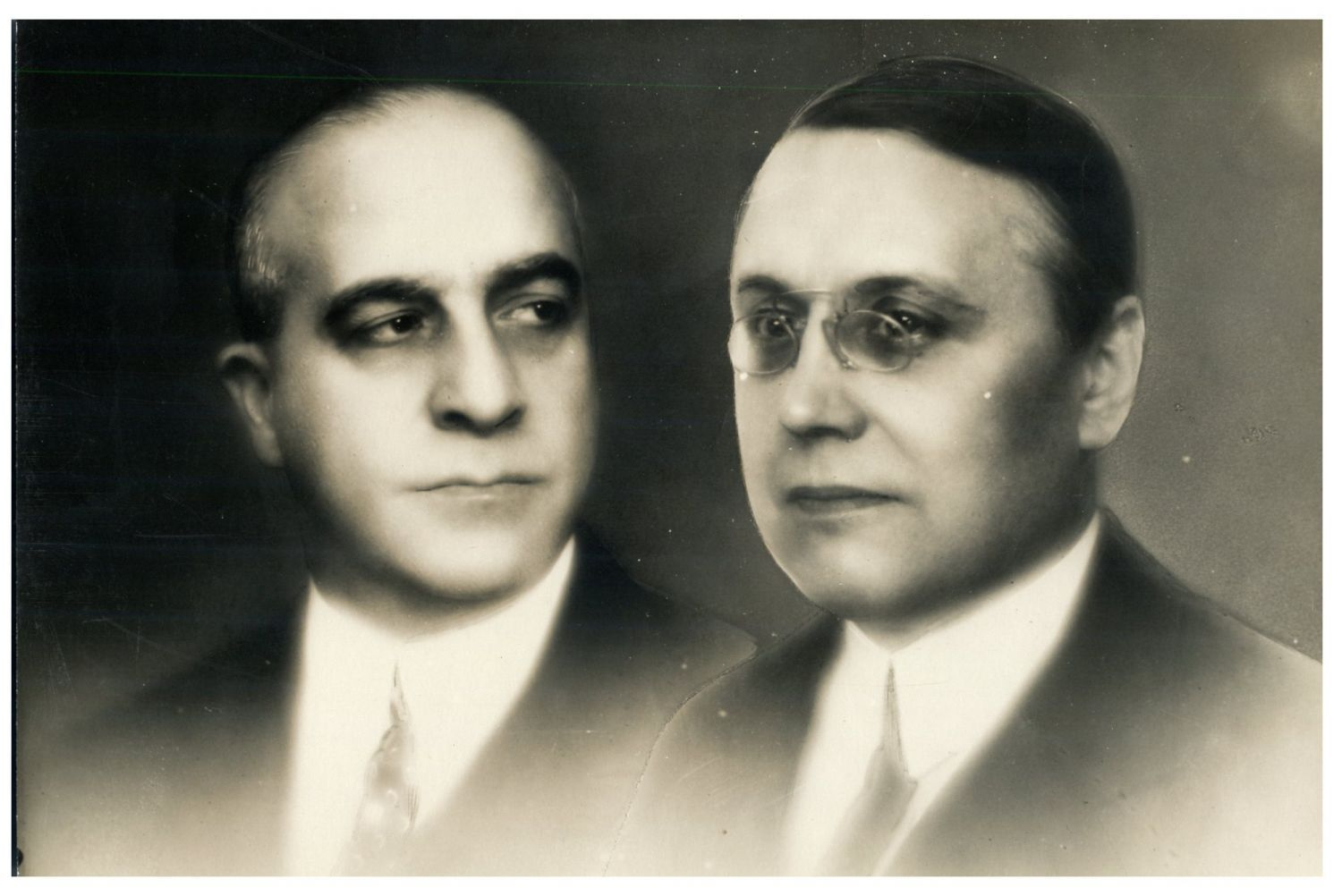
En réaction à la mutation du préfet de police Jean Chiappe (à gauche), le préfet de la Seine Édouard Renard (à droite) démissionne le 5 février 1934.

Le 3 février 1934, Paris apprend que son préfet de police, Jean Chiappe, est muté au Maroc : Édouard Daladier applique une série de mutations-promotions-sanctions pour éloigner les hommes éclaboussés par l'affaire Stavisky. Or le préfet de police est haï de la gauche, dont il entrave sans violence les manifestations depuis 7 ans, mais très aimé de la droite et de l'extrême-droite, pour lesquelles il manifeste une grande indulgence. Les journaux de gauche l'accusent depuis plusieurs semaines d'être impliqué dans l’affaire Stavisky, mais la droite dénonce le résultat d’un marchandage avec les députés de la SFIO : départ de Chiappe contre soutien au nouveau gouvernement. Les ministres Piétri, Doussain et Fabry démissionnent le 4 février, imités le lendemain par Édouard Renard, préfet de la Seine. Le bruit court que le général Maxime Weygand, en conflit avec le président du Conseil, sera le prochain sur la liste des mutations. Le nouveau préfet de police est Adrien Bonnefoy-Sibour, auparavant préfet de Seine-et-Oise (à Versailles). Alors qu'il n'a pas d'expérience particulière de la capitale, il a été invité par le gouvernement à prendre ses fonctions avant même la parution de son décret de nomination au Journal Officiel, et son installation précipitée à la préfecture de police crée un malaise au sein de ses personnels et de ceux de la police municipale, comme le confirmeront par la suite les auditions de la commission parlementaire sur les évènements.
Aussitôt des appels à manifester sont placardés partout dans Paris : rendez-vous le 6 février (jour où le nouveau gouvernement doit être présenté à la Chambre) sur la place de la Concorde, à des horaires variables selon l'origine de la protestation. Les Jeunesses patriotes craignent une épuration anticléricale et antipatriotique : « Demain, cédant à la pression de l'Allemagne, un des organisateurs de la victoire sera mis dans l'obligation de partir : le général Weygand. Une formidable hécatombe se prépare dans l'armée, dans la magistrature, à tous les degrés de l'administration vont être frappés ceux qui ont donné des preuves de leur indépendance et de leur patriotisme. Le régime des fiches va renaître ! Le délit d'opinion est rétabli. ». Les Phalanges universitaires interprètent la mutation du préfet de police comme le signal d'une révolution d'extrême-gauche : « Au moment où les révolutionnaires communistes décident de « tenter le coup », on leur prépare des complaisances policières. […] Gouvernement de voleurs, de traîtres ! ». Le Front universitaire appelle à un rassemblement indépendant des affinités politiques : « Étudiants, en dehors et au-dessus des partis, indépendants de toutes les organisations de droite ou de gauche, nous venons faire appel à ceux de nos camarades qui se sont toujours refusés, comme nous-mêmes à faire de la politique. La France est en péril. Demain, les organisations révolutionnaires essaieront de s'emparer du pouvoir et livreront sans défense notre pays à l'envahisseur. Il n'est pas nécessaire d'être inscrit à un groupe pour se révolter devant les effroyables scandales qui condamnent aujourd'hui le système de ceux qui en vivent. Pour l'honneur de notre génération, les étudiants doivent se dresser et prendre la tête du grand mouvement national qui se dessine. ».
La plupart des journaux de Paris s'indignent : la Liberté, L'Ami du peuple, L'Intransigeant, L'Écho de Paris, le Petit Parisien prennent fait et cause pour Jean Chiappe et publient des appels à manifester le 6 février à des endroits divers. L'Ami du Peuple, relayant l'appel de la Solidarité française, écrit : « Il faut que le gouvernement se rende compte que le peuple est réveillé et qu'il avance, décidé à en finir avec les internationaux révolutionnaires et les politiciens pourris. ». L'Action française, après un bref billet de Maurice Pujo « À nos Amis. Aux Parisiens » les invitant à se tenir prêts « à l'heure et au lieu que nous leur indiquerons », appelle le lendemain les Français à se rassembler devant la Chambre « Ce soir, à l'heure de la sortie des ateliers et des bureaux (...) au cri de « À bas les voleurs! », pour signifier au ministère et à ses soutiens parlementaires qu'ils en ont assez du régime abject. ».
Le gouvernement Daladier pense avoir affaire à une simple manœuvre politique qu'une démonstration de la force publique suffira à calmer. Les partis de gauche accréditent, après le 6 février, la crainte d'un complot destiné à renverser la République, en lien avec le renforcement du fascisme en Allemagne et en Autriche. Cette thèse est contestée par M. Noedts, commissaire à la Direction des renseignements généraux, et par M. Perrier, directeur à la préfecture de police, lors de leur interrogatoire par la commission d'enquête parlementaire. Marcel Déat, député ayant été exclu de la SFIO en raison de ses dérives autoritaires, écrit en 1934 : « Le 6 février, place de la Concorde, il y avait des réactionnaires, des fascistes, des petites troupes organisées et courageuses, oui ; mais il y avait aussi une foule énorme de braves gens qui n'avaient pas d'opinion politique mais qui, en revanche, avaient des sujets de mécontentement et de colère. Il y avait même des radicaux et des socialistes et s'ils manifestaient c'était contre les saligauds qui déshonorent la République. »
Dans l'atmosphère surchauffée des premiers jours de février, les journaux parlent d'un recours à l'armée pour contrer la manifestation prévue. L'Action française et L'Écho de Paris évoquent, photographies à l'appui, des mitrailleuses transportées vers le palais Bourbon. Celles-ci font en fait partie d'un cortège de troupes venu rendre des honneurs militaires au général Lefèvre enterré ce jour-là. Le Jour et La Liberté annoncent un rassemblement de tanks dans les casernes de la rive gauche. La Fédération nationale des contribuables s'en plaint dans une lettre ouverte au président de la République.

## Le soir du 6 février 1934

### Les différentes manifestations
Le 6 février, plusieurs manifestations ont lieu simultanément.
Les ligues d’extrême droite forment plusieurs cortèges. Elles jouent un rôle très important dans l'entre-deux-guerres, notamment lorsque la gauche est au pouvoir, ce qui est le cas depuis les élections législatives de 1932.
Parmi les principales ligues présentes, la plus ancienne est l’Action française. Fondée en 1898/1899 par Maurice Pujo, Henri Vaugeois et Charles Maurras (60 000 membres revendiqués), elle a pour but de renverser « la gueuse » (la République) afin de restaurer la monarchie. Elle s’appuie sur les Camelots du roi, qui, malgré des effectifs assez limités, sont très actifs dans la rue. De fondation plus récente (1924), les Jeunesses patriotes, qui revendiquent l’héritage de la Ligue des patriotes, comptent 90 000 membres dont 1 500 font partie des « groupes mobiles ». Créées par Pierre Taittinger, député de Paris, elles entretiennent des rapports étroits avec des hommes politiques de droite, et comptent dans leurs rangs plusieurs conseillers municipaux de la capitale. Quant à la Solidarité française, fondée en 1933 par le richissime parfumeur antisémite François Coty, elle est dépourvue d’objectif politique précis et ses effectifs sont moins élevés.
D'autres ligues ont manifesté :
- les Croix-de-feu, créées en 1927 sous la forme d’une association d’anciens combattants, ont élargi leur recrutement notamment aux femmes et aux non-combattants, sous l’impulsion de leur chef, le colonel François de la Rocque ; cette ligue s'inspire de l'esprit « ancien combattant » au sens de la fraternité vécue dans les tranchées, quelles que soient les opinions ou origines sociales ou religieuses de leurs membres ;

- la fédération départementale de la Seine de la Fédération nationale des contribuables, fondée en 1928[27] et dont les dirigeants d'Anthouard (président) et Alphonse Large (délégué général) ont des objectifs politiques proches de ceux des ligues, a manifesté dès le mois de janvier[28]. Elle appelle ses adhérents à se joindre aux diverses manifestations en fonction de leurs affinités[29] ;
- et enfin le francisme de Marcel Bucard, bien que ses effectifs soient insignifiants.

En plus des manifestants de janvier, des associations d’anciens combattants appellent aussi à la mobilisation le 6 février. Une des deux plus importantes fédérations du monde combattant, l'Union nationale des combattants (UNC), aux idées proches de la droite et présidée par un conseiller municipal de Paris, Georges Lebecq, compte pas moins de 900 000 membres. L'UNC de Paris et de la Seine appelle ainsi à manifester. Mais l'Association républicaine des anciens combattants (ARAC), satellite du Parti communiste français, appelle également ses troupes à défiler le 6 février, bien que sur un mot d'ordre radicalement contraire, puisqu'elle réclame l'« arrestation immédiate de Chiappe ! ».

### La marche

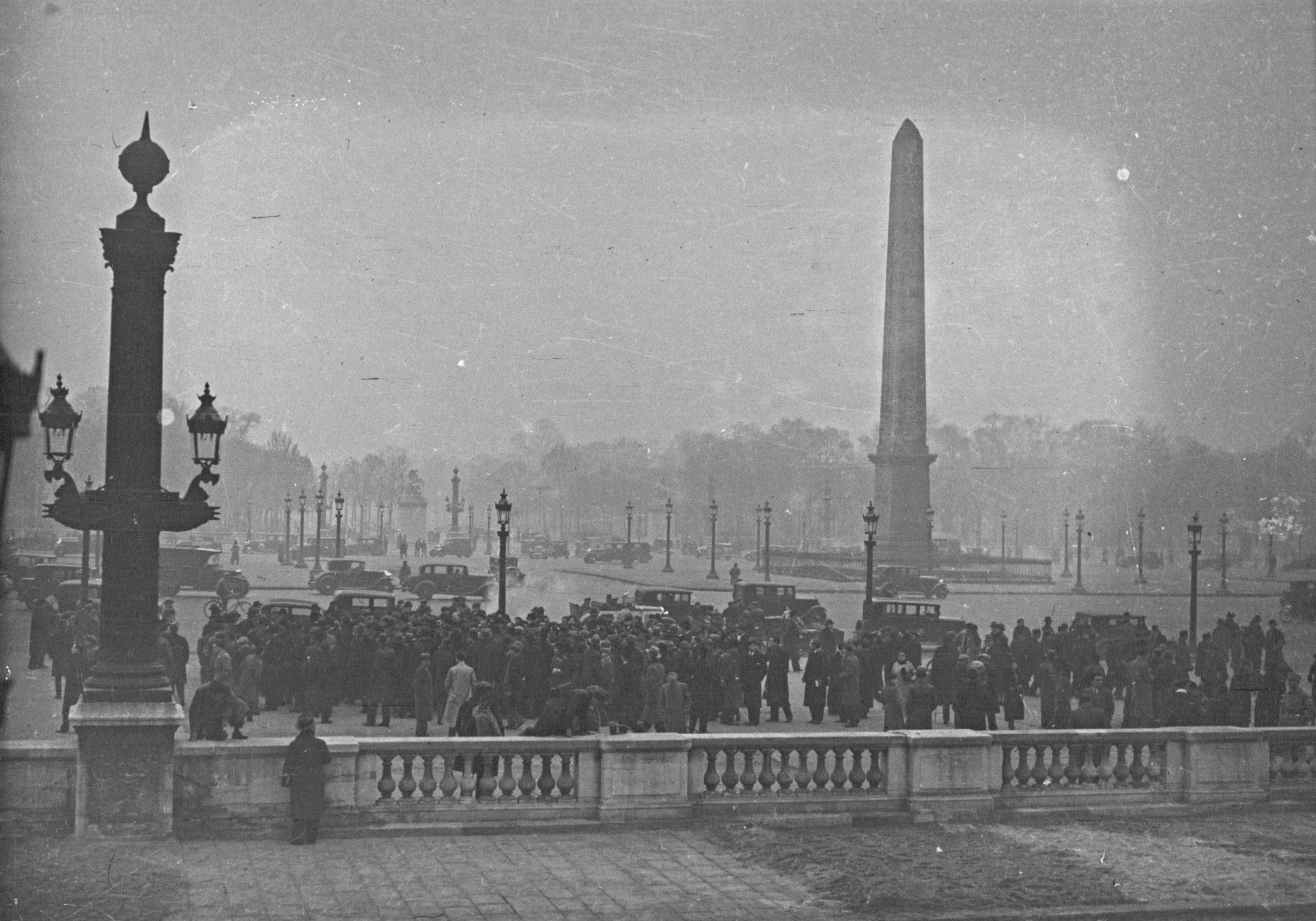
Les manifestants se rassemblant place de la Concorde le 6/2/1934.

Les ligues de droite et d’anciens combattants, de droite comme de gauche, appellent à manifester le jour même de l'investiture de Daladier, à Paris, place de la Concorde, en face de la Chambre des députés (le palais Bourbon). Au total, 30 000 à 50 000 manifestants se mobilisent, dont une bonne majorité d'anciens combattants et quelques milliers d'émeutiers. Tous se mobilisent sur le thème : « À bas les voleurs ! ».
Les ligueurs d'extrême droite sont au premier rang de cette manifestation antiparlementaire,. La journée débute par des réunions place de la Concorde, où toutes les ligues sont présentes.
À l'hôtel de ville, un gouvernement provisoire potentiel est en place,, composé d'un certain nombre de conseillers municipaux, dont certains sont en même temps députés de Paris,,. Les Jeunesses patriotes sont placées sur l'ancienne place de Grève lui faisant face pour attendre l'heure de l'avènement de ce nouveau gouvernement, selon la tradition, au balcon de l'hôtel de ville. Deux personnalités des Camelots, Maxime Real del Sarte et Binet-Valmer y sont envoyés en tant qu'agents de liaison ; pour sa part, l'Action française a donné comme rendez-vous à ses ligueurs et camelots le croisement du boulevard Saint-Germain et du boulevard Raspail. « Ces voies larges, de plain-pied avec le Palais-Bourbon, avaient facilité nos manœuvres ; elles étaient difficiles à barrer et constituaient le meilleur accès vers la Chambre » dira plus tard Maurice Pujo.
La Chambre des députés est l'objectif à atteindre. Tandis que Binet-Valmer reste à l'hôtel de ville pour la liaison, Real del Sarte, les Jeunesses patriotes et certains conseillers municipaux, lassés d'attendre, rejoignent les troupes monarchistes aux côtés de la Solidarité française dans le but d'escorter « les élus du peuple de Paris jusqu'à la Chambre » et de prendre le palais Bourbon.
Puis les manifestants se dispersent. L'objectif n'est pas atteint.

### L'émeute

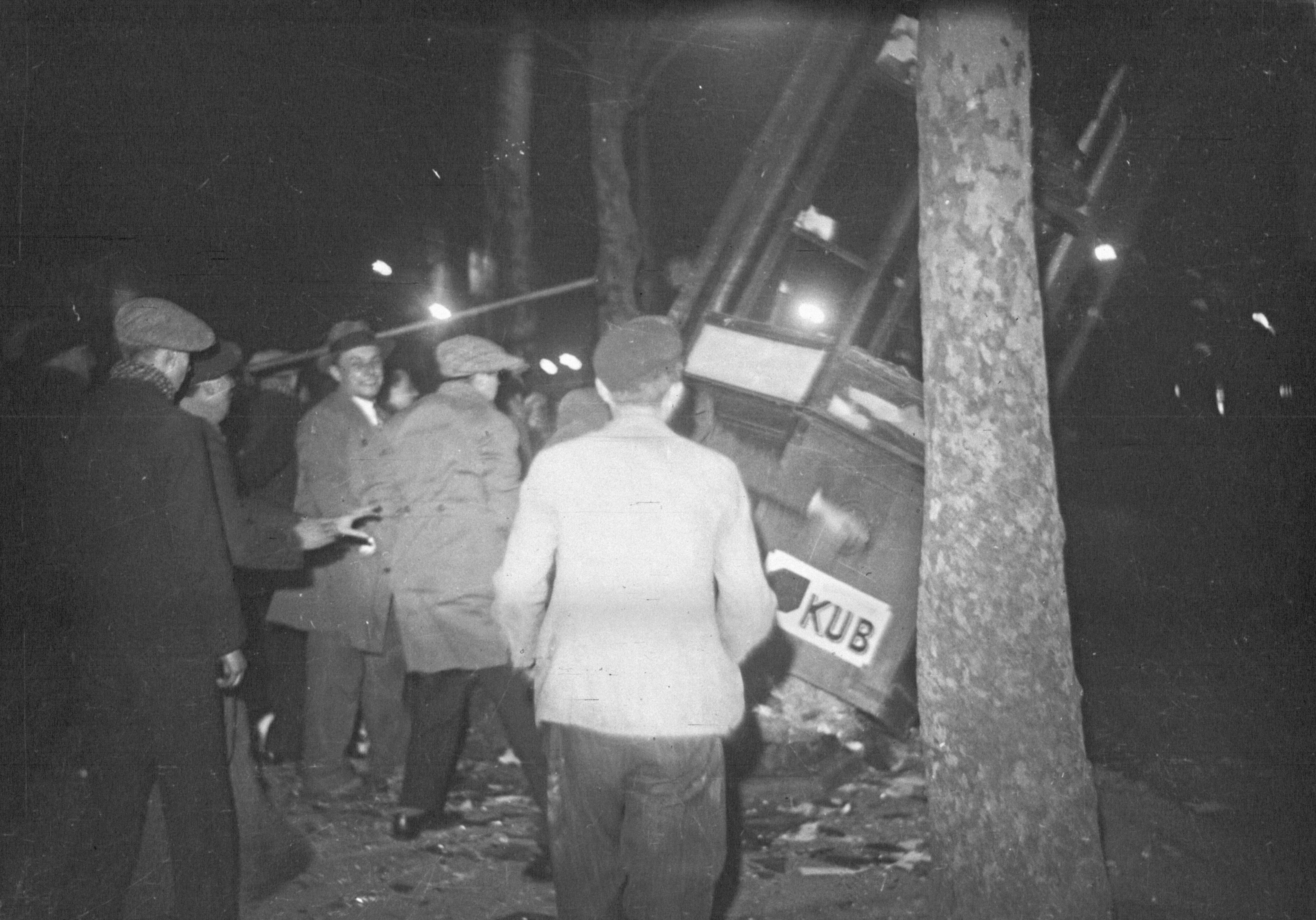
Manifestants renversant une colonne Morris le 6/2/1934.

Le colonel de la Rocque, toujours avec ses Croix-de-feu, gagne l'esplanade des Invalides mais refuse le coup de force. À son appel, les Croix-de-feu se dispersent rapidement. Bien que proches du palais Bourbon, siège de la Chambre des députés, ils se refusent à occuper celui-ci. Leur dispersion rend alors vaine toute possibilité de renverser le régime par la force.
À la suite de la dispersion, des manifestants se rendent place de la Concorde, suivis de près par la Solidarité française, l'Union nationale des combattants et l'ARAC. C'est alors que la manifestation dégénère en combat de rue, notamment au pont de Solférino. Alors que dans l'après-midi, des manifestants avaient déjà manifesté par le feu, plus tard, en début de soirée, des autobus sont incendiés.
Des milliers de militants, dont certains sont armés, tentent de marcher sur le palais Bourbon. L'émeute est extrêmement violente, à coups de boulets de charbon, de débris de fonte, de lames gillette fichées au bout d'un bâton, de billes d'acier qui font chanceler les chevaux de gardes mobiles désarçonnés, mais aussi de balles de revolver. Les forces de l'ordre sont harcelées puis, selon les conclusions rendues par la commission d'enquête parlementaire (voir ci-dessous), subissent des tirs et ouvrent le feu à leur tour à au moins trois reprises au cours de la soirée. Les affrontements se prolongent pendant la nuit.

### Morts et blessés

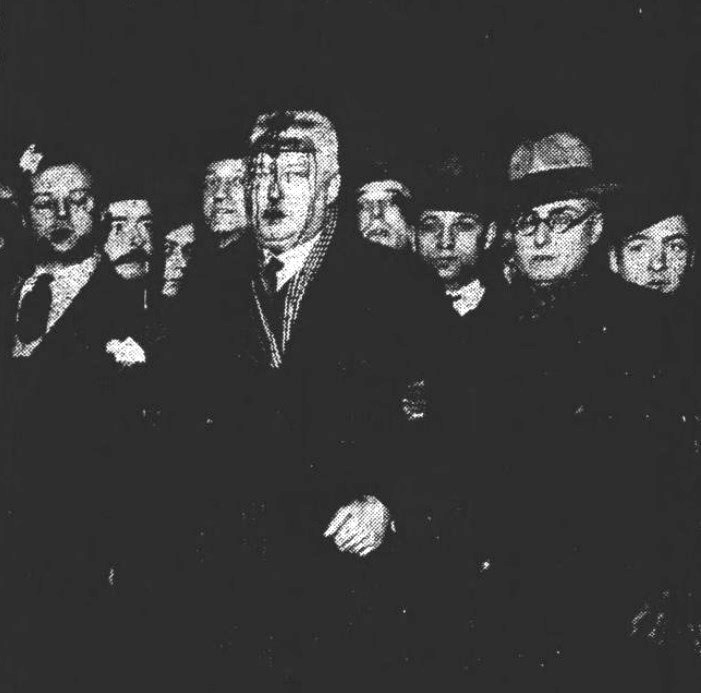
Georges Lebecq, président général de l'UNC, blessé à la tête.

Un bilan détaillé des morts et blessés a rapidement été établi et publié par le président de la commission d'enquête parlementaire sur le 6 février.
Parmi la population, manifestants ou badauds, on relève 12 morts le soir-même et 657 blessés. Les 12 tués et 62 blessés l'ont été par balle : des munitions de pistolet de 7,65 mm mortelles jusqu'à 400 m.
L'Action française déplore en tout 6 manifestants tués (Alphonse Aufschneider, Constantin Cambouroglou dit Cambo Costa, Georges Roubaudi, Jules Lecomte, Charles Liévin et Raymond Lalande),, 16 blessés par balle parmi ses membres et 10 parmi ses sympathisants. La ligue des Jeunesses patriotes pleure deux morts (Jean-Éloi Fabre et Raymond Rossignol), de même que la Solidarité française (Gratien Cheynier Le Jouhan de Noblens et Galli Mezziane), qui compte 26 blessés, dont 2 par balle. L'Union nationale des anciens combattants a certifié lors de l'enquête n'avoir eu aucun mort dans ses rangs, mais 53 blessés par coups de matraque, coups de sabre et coups de crosse de revolver. Le président de cette association, Georges Lebecq, fut lui-même blessé à la tête. Les Croix-de-feu, qui n'ont perdu aucun homme, ont subi 2 blessures par balle après la dislocation du cortège et 120 blessés par coups de sabre, de matraque et de crosse de revolver (répartis sur les journées du 5 et du 6 février). Le Parti communiste signale 2 blessés par balle parmi ses membres, 1 parmi ses sympathisants. Au moins 9 des 18 manifestants tués recensés par l'Action française n'appartenaient à aucune association politique.
Dans le service d'ordre, on dénombre 1 mort, le garde républicain Marcel Flandre, qui succombe à ses blessures quelques jours plus tard et sera décoré de la Médaille militaire à titre posthume, et 1 664 blessés. 969 d'entre eux sont des gardiens de la paix, 695 sont des militaires : 14 sapeurs pompiers de Paris et 681 gendarmes (225 gardes mobiles, 271 gardes républicains et 185 gendarmes départementaux). D'après le général Bourret (La Tragédie de l'armée française), l'attribution de la Médaille militaire au garde républicain « Landre » (sic), a été annulée par le maréchal Pétain, nouvellement nommé ministre de la Guerre et la décoration ôtée du cercueil devant la famille à la chapelle du Val de Grâce. La presque totalité des blessures ont été occasionnées par des jets de projectiles (pierres, moellons, arceaux de fonte brisés, morceaux de vitres et de bitume). Quelques blessures sont le fait de coups de bâton ou de matraque. Certains manifestants ayant utilisé des lames de rasoir fixées au bout de cannes pour trancher les jarrets des chevaux, et ainsi couper l'élan des charges de cavalerie, les agents qui ont tenté de les leur arracher ont subi quelques coupures. On ne compte que 3 blessures par balle (et 2 probables).
Ces listes sont établies à partir des travaux de Pierre Pellissier, du Rapport fait au nom de la commission d'enquête chargée de rechercher les causes et les origines des événements du 6 février 1934 et de la presse,.
| Portrait                              | Prénom, Nom                           | Âge    | Groupement                                           | Commentaires |
| ------------------------------------- | ------------------------------------- | ------ | ---------------------------------------------------- | --- |
| Alphonse Aufschneider                 | Alphonse Aufschneider                 | 27 ans | Ligue d'Action française                             | Originaire de Schiltigheim (Bas-Rhin), valet de chambre, tué d’une balle au cœur près de la place de la Concorde. |
| Gratien Cheynier le Jouban de Noblens | Gratien Cheynier Le Jouhan de Noblens | 55 ans | Solidarité française                                 | Industriel, ancien combattant, frère de trois combattants morts pour la France, marié et père d’un enfant de 7 ans ½, il est atteint d’une balle entre les yeux. Il fut frappé et piétiné, comme le prouvent les nombreuses contusions et fractures du crâne, du nez et de la mâchoire que l’on releva sur lui. Il décéda quelques heures après son transport à l’hôpital Beaujon. |
|                                       | Raymond Coudreau                      | 49 ans | Non affilié                                          | Coursier-livreur dans une mercerie en gros ; veuf et père de six enfants, dont deux en bas âge. |
|                                       | Jean-Éloi Fabre                       | ?      | Jeunesses patriotes                                  | Étudiant en médecine, interne à l’hôpital Saint-Joseph, tué d’une balle au cœur devant le pont de la Concorde. Il avait été blessé en 1925, lors de la fusillade de la rue Damrémont. |
|                                       | Corentine Gourland                    | 34 ans | Non affiliée                                         | Femme de chambre, tuée d’une balle à la tête sur la terrasse de l’hôtel de Crillon, place de la Concorde. |
| Raymond Rossi ou Rossignol            | Raymond Rossi ou Rossignol            | 37 ans | Jeunesses patriotes                                  | Industriel, ancien combattant, officier de réserve de cavalerie, marié, père d’un enfant de 12 ans, tué d’une balle de révolver en pleine tête devant le pont de la Concorde. |
|                                       | Marius Laboucheix                     | ?      | Non affilié                                          | Directeur administratif de la société « L’Énergie industrielle », ancien combattant, laisse deux orphelins, frappé d’une balle en arrivant près de la place de la Concorde. |
|                                       | Henri Lammert                         | 31 ans | Non affilié                                          | Officier mitrailleur de réserve, gérant d’un hôtel meublé appartenant à ses parents. Tué d’une balle dans le dos, sur la place de la Concorde. Il laissait une veuve sur le point d’accoucher. |
|                                       | Albert Munnier                        | 27 ans | Non affilié                                          | Comptable, depuis quelques mois sans travail, tué d’une balle de révolver dans la tête, rue Boissy-d’Anglas. Il était marié et père d’un bébé de 18 mois. |
| Obsèques de René Peuziat.             | René-Alain Peuziat                    | 29 ans | Non affilié                                          | Frère du champion cycliste Georges Peuziat. |
| Georges Roubaudi                      | Georges Roubaudi                      | 36 ans | Ligue d'Action française, Association Marius Plateau | Industriel, directeur d’une grande maison d’importation et d’exportation de soierie occupant 200 ouvriers, ancien combattant, engagé volontaire à 17 ans, croix de guerre avec deux citations, marié et père de trois enfants dont l’aîné n’avait pas 6 ans. |

| Portrait                                    | Prénom, Nom   | Âge    | Groupement               | Commentaires |
| ------------------------------------------- | ------------- | ------ | ------------------------ | --- |
| Obsèques de Cambo Costa le 14 février 1934. | Cambo Costa   | 42 ans | Ligue d'Action française | D’origine grecque, naturalisé Français, violoncelliste sans travail, décédé le 9 février après avoir été touché au crâne par une balle.                                                                     |
| Jules Lecomte                               | Jules Lecomte | 35 ans | Ligue d'Action française | Engagé dans la marine à 19 ans, embarqué sur les patrouilleurs de la division de la Loire, ouvrier à l’usine Renault, marié et sans enfant, il succomba le 12 février, ayant reçu une balle dans le ventre. |

| Portrait        | Prénom, Nom     | Âge    | Groupement               | Commentaires |
| --------------- | --------------- | ------ | ------------------------ | --- |
| Lucien Garniel  | Lucien Garniel  | 16 ans | Non affilié              | Garçon boucher blessé d'une balle à la colonne vertébrale lors du 6 février 1934, décédé le 1er novembre 1934. |
| Jean Mopin      | Jean Mopin      | 24 ans | Non affilié              | Atteint à la colonne vertébrale, mort le 7 décembre 1934 d’une infection généralisée. Il a été inhumé à Compiègne. |
|                 | Charles Liévin  | 34 ans | Ligue d'Action française | Cuisinier, blessé le 6 février 1934 d’une balle à la colonne vertébrale, mort le 6 décembre 1935, laissant une femme sans ressources.                                                                                     |
| Raymond Lalande | Raymond Lalande | 24 ans | Camelots du Roi          | Menuisier et tapissier d’autos, il est atteint sur la place de la Concorde d’une balle qui lui fit éclater le tibia. Succomba d'une hémoptysie le 4 février 1936. S’était inscrit aux Camelots du Roi après le 6 février. |

#### Les morts des manifestations du 7 février
| Portrait                                                                                                 | Prénom, Nom                                          | Âge    | Groupement                                                          | Commentaires |
| --- | ---------------------------------------------------- | ------ | ------------------------------------------------------------------- | --- |
| | Louis Etheveneaux                                    | 25 ans | Non affilié                                                         | Garçon charcutier, reçut, près de la Madeleine, un coup de matraque d’un policier et mourut d’une fracture du crâne.                |
| | André Javey                                          | 39 ans | Non affilié                                                         | Ancien combattant, blessé aux Eparges, croix de guerre. Succomba à ses blessures le 11 février provoquée par une fracture du crâne. |
| Les obsèques de Gali Meziane à la Mosquée de Paris le 16 février 1934 en présence de Kaddour Benghabrit. | Galli Mezziane ou Gallé Méziani, parfois Galimaziane | 28 ans | Solidarité française                                                | Musulman, manœuvre en chômage, écrasé par un camion de la police lancé à toute allure, puis achevé à coup de pied et de matraque.   |
| | Alfred Sougary ou Louis Soucany                      | 30 ans | Association des décorés de la Légion d’honneur au péril de leur vie | Dessinateur tué à coups de matraque et relevé la colonne vertébrale complètement disloquée.                                         |

#### Les morts des manifestations du 9 février
| Portrait         | Prénom, Nom                                 | Âge    | Groupement       | Commentaires |
| ---------------- | ------------------------------------------- | ------ | ---------------- | --- |
| Maurice Bureau   | Maurice Bureau                              | 28 ans | Parti communiste | Ferrailleur, membre du Comité de lutte contre la guerre de La Courneuve, père d'un enfant de 4 ans, décédé à la gare de l'Est,.                              |
| Louis Lauchin    | Louis Lauchin (alias Lochin à l'état-civil) | 20 ans | Parti communiste | Ouvrier du bâtiment ou tôlier, syndicaliste communiste, mort suite à une blessure à l'apaule par balle tirée par la police le 11 février à l'hôpital Tenon,. |
| Vincent Perez    | Vincent Perez (alias Pérès à l'état-civil)  | 31 ans | Parti communiste | Ouvrier ajusteur au chômage, mort le 10 février à l'hôpital Lariboisière d'une balle dans le ventre tirée par la police,.                                    |
| Ernest Scharbach | Ernest Schnarrbach                          | 30 ans | Parti communiste | Chauffeur, décédé à la gare du Nord d'une balle dans l'épaule tirée par la police,.                                                                          |

#### Les morts des manifestations du 12 février
| Portrait     | Prénom, Nom              | Âge    | Groupement       | Commentaires |
| ------------ | ------------------------ | ------ | ---------------- | --- |
| Marc Tailler | Marc Tailler             | 38 ans | Parti communiste | Écrasé par un camion tentant de franchir une barricade,.                                                          |
|              | Albert Perdraux          | 36 ans | Parti communiste | Écrasé par un camion de "jeunesses patriotes ».tentant de franchir une barricade,.                                |
|              | Vincent Moris ou Maurier | 36 ans | Non affilié      | Blessé d’une balle au poumon tirée par la police le 12 février à Malakoff, décède de ses blessures le 13 février. |
|              | Eugène Boudin            | 37 ans | Non affilié      | Grièvement blessé à coups de matraques près des Buttes-Chaumont, il décéde le 14 février.                         |

### Polémiques et commission d'enquête parlementaire
De nombreuses questions se posent à la suite de l'émeute : y a-t-il eu complot ? Qui des forces de l'ordre ou des manifestants a tiré en premier ? Les sommations légales ont-elles été faites par les forces de l'ordre ? Quelles armes ont été utilisées ?
Une commission d'enquête parlementaire, présidée par le député et ancien Garde des Sceaux Laurent Bonnevay et composée de quarante-quatre députés est formée à partir du 24 février 1934 (le même jour se réunit une deuxième commission d'enquête sur l'affaire Stavisky elle-même). Censée avoir achevé ses travaux pour Pâques (le 1er avril) elle ne rend ses conclusions qu'en juillet, alors que trois députés se sont retirés en juin et treize autres le 4 juillet car ils refusaient de s'associer à ses conclusions (en fait c'est la totalité des députés du centre et de droite qui a démissionné). Le rapport fait 3 000 pages.
Dans ces conditions, la commission conclut que :
- « ceux qui ont cherché à fausser le libre jeu de nos institutions démocratiques (…) ont mis en danger la République » ;
- « Il n'y a en revanche pas eu de complot interne au gouvernement », mais cette conclusion n'étonne pas outre mesure car tous les membres de l'opposition – dont certains ont soupçonné notamment le ministre de l'intérieur Eugène Frot – ont démissionné de la commission ;
- « Ce sont les manifestants qui ont tiré les premiers », mais cette version est contredite par de très nombreux témoignages et il est quasiment impossible de prouver qui a tiré en premier parmi les manifestants, des provocateurs éventuels ou des membres isolés des forces de l'ordre ; les nombreux pétards et amorces utilisés par les manifestants ont aussi certainement contribué à créer ou augmenter la confusion au sujet de l'emploi d’armes à feu ;
- « Les sommations légales – à la voix puis au clairon – ont été faites » (mais étaient-elles audibles dans le tumulte ?) ; certains témoins affirment toutefois que des policiers et/ou gendarmes isolés ont tiré sans ordre, pour se défendre ou sous l'effet de la panique, et quelques officiers de la garde mobile ont déclaré à la commission avoir ordonné à leurs hommes de tirer en l'air à titre d'avertissement.

Par ailleurs, les nombreux témoignages attestant de la présence et de l'utilisation – par les forces de l'ordre ou même par l'armée – d'armes automatiques (fusils mitrailleurs et mitrailleuses) sont invalidés par la commission d'enquête, ce que le nombre et le type des blessures relevées semblent effectivement confirmer. La commission indique que les photos d'armes de ce type, prises lors d'une cérémonie commémorative quelques jours auparavant, ont pu induire la presse en erreur.

## La portée du 6 février

### Démission de Daladier et formation d'un gouvernement d'Union nationale

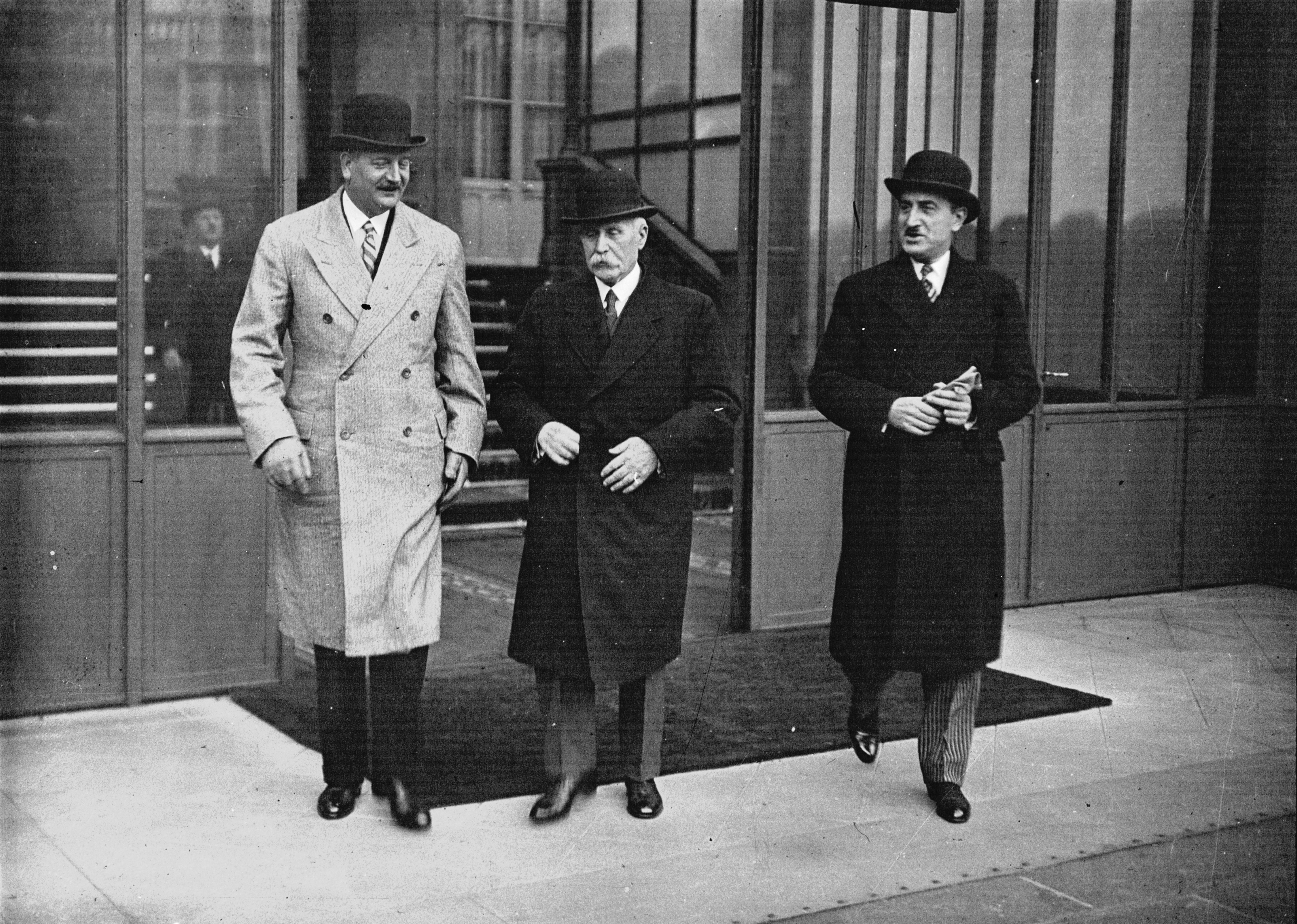
Crise ministérielle de 1934 : de gauche à droite, Pierre-Étienne Flandin, Philippe Pétain et Adrien Marquet.

Dans la nuit, Daladier prend les premières mesures pour obtenir le rétablissement de l’ordre public (il envisage notamment d'instaurer l'état de siège). Mais le lendemain, ses consignes sont peu suivies par la justice et la police. De plus, il enregistre la défection de la plupart de ses ministres et de son parti. Il se résout finalement à démissionner. C’est la première fois qu’un gouvernement doit démissionner sous la pression de la rue.
La crise se résout finalement avec la formation d’un nouveau gouvernement présidé par l'ancien président de la République (1924-1931) Gaston Doumergue, rappelé par Albert Lebrun, ce dont les ligues semblent se contenter. Qualifié de gouvernement d’« union nationale », il regroupe surtout les principales figures de la droite parlementaire (André Tardieu, Louis Barthou, Louis Marin), même si plusieurs radicaux ou le novice Pétain (ministre de la Guerre, c’est sa première expérience ministérielle) en font également partie.
Ce nouveau gouvernement, sans être issu de la manifestation du 6 février, semble témoigner d'une volonté de transformer la IIIe République conformément au projet développé par André Tardieu au sein du cabinet. Pourtant, la présidence du Conseil n'est pas confiée au « mirobolant » Tardieu mais à Doumergue, le « vieux sage de Tournefeuille [qui] représente, à première vue, tout le contraire de Tardieu, l'expérience face à l'audace, le conservatisme face à la modernité », observe l'historien Jean Garrigues. Dans la perspective d'un recours à une personnalité perçue comme « l'homme providentiel », « commence alors une séquence symbolique dont l'aboutissement » sera le vote des pleins pouvoirs constituants à Philippe Pétain le 10 juillet 1940.

### Vers l'union de la gauche
La gauche interprète les événements du 6 février comme la preuve d’un danger fasciste en France. Les communistes contre-manifestent seuls le 9 février, place de la République. Le 12 février, la CGT (proche des socialistes) et la CGTU (proche des communistes) décident d’une journée de grève générale et la SFIO et le Parti communiste appellent à une manifestation parisienne qui n’a pas vocation à être commune mais voit pourtant les deux cortèges se mêler à l’initiative de la base. Cette journée marque donc un premier et timide rapprochement entre socialistes et communistes.
Ce rapprochement est ensuite poursuivi avec la création le 5  mars du Comité de vigilance des intellectuels antifascistes, qui rassemble notamment des intellectuels communistes et socialistes. En juin, le dirigeant du PCF Maurice Thorez propose une unité d’action avec la SFIO ; celle-ci « accepte l’offre d’action commune contre le fascisme et la guerre » et le pacte d’unité est signé le 27  juillet. Le 31, les deux partis commémorent ensemble l'anniversaire de l’assassinat de Jean Jaurès. Le 4 octobre, peu avant le congrès du Parti radical, Maurice Thorez, Renaud Jean et d'autres représentants du PCF appellent à la « création d’un large front populaire », qui aboutit en 1936 au gouvernement de Front populaire, composé de radicaux et de socialistes avec le soutien communiste.
D'autre part les événements du 6 février 1934 accélèrent la sortie de l'hebdomadaire catholique Sept qui veut que se crée entre les deux blocs, le « national » et le « populaire », une voie chrétienne, « au-dessus des partis et sans compromissions ». Dans les premières pages du no 1 de l'hebdomadaire paraît un dessin ironique antifasciste. Cet hebdomadaire catholique publie une interview de Léon Blum.
Un bataillon des Brigades internationales est nommé le Bataillon Six Février.

### La radicalisation de la droite: la question du fascisme français

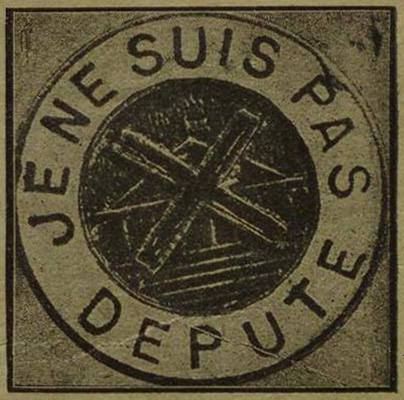
Un insigne « je ne suis pas député » arboré par des sympathisants des ligues au lendemain du 6 février 1934.

L'interprétation du 6 février s'inscrit dans un débat voire une querelle entre historiens portant sur le fascisme en France sous la Troisième République. Les méthodes parfois violentes des ligues, leur allure paramilitaire, le culte du chef, font qu’elles sont souvent assimilées au fascisme sinon au nazisme, notamment par l'historien Zeev Sternhell. Mais au-delà des apparences et de leur volonté de voir le régime parlementaire céder la place à un régime fort, d'autres historiens (Serge Berstein, René Rémond, Michel Winock) estiment qu'il est difficile de distinguer chez elles un réel projet fasciste. Qualifiant leur approche de « thèse immunitaire au fascisme », Michel Dobry juge qu'elle relève d'une vision téléologique. L'ouvrage des historiens britanniques Brian Jenkins et Chris Millington, Le Fascisme français. Le 6 février 1934 et le déclin de la République (2020) critique aussi la « thèse de l’immunité » qui met en avant la culture politique républicaine et démocratique des Français et souligne au contraire la menace fasciste révélée par l'émeute du 6 février. Ces historiens montrent la fluidité de la manifestation et son évolution imprévisible, la diversité de ses lieux, la porosité entre les différents groupes de manifestants, des Croix de Feu ou des anciens combattants de l’UNC se mêlant aux militants de l’AF ou des Jeunesses patriotes. Il n'y eut pas complot mais une collusion et une surenchère entre groupes. Pour expliquer l'échec des manifestants présentés pour certains comme des fascistes, ils montrent le « manque de présence électorale et parlementaire » des ligues, leur difficulté « à sortir de la protestation extraparlementaire et à s’implanter dans les structures institutionnelles du régime », ce qui est une différence avec les cas italiens et allemands comme le souligne l'historien Antoine Prost.
Après le 6 février, la droite parlementaire commence à durcir son discours et à se rapprocher de l'extrême droite. Plusieurs de ses leaders perdent confiance dans les institutions parlementaires. Cette droitisation s'accélère après 1936, avec le Front populaire et la guerre d'Espagne.
Pour certaines ligues d'extrême droite, le 6 février représente une occasion manquée de renverser le régime. La déception qu’elle suscite conduit à la radicalisation de certains[évasif] qui se tournent alors vers le fascisme ou le nazisme[réf. souhaitée]. Les Croix de Feu du colonel de La Rocque sortent renforcés de la manifestation, du fait en partie de leur relative modération, et gagnent par la suite de nombreux adhérents, parfois au détriment des autres ligues, ce qui fait d'eux la cible prioritaire des partis et mouvements de gauche qui se rapprochent au nom de l'antifascisme.
L'Ordre nouveau participe aux activités du Club de février créées aux lendemains de la manifestation antigouvernementale du 6 février. Ce club était formé de Robert Aron et Daniel-Rops (Ordre nouveau), Jacques Arthuys et Jean Cagnat (Action publique), Christian Pineau et Charles Riandey (Nouvelles Équipes), Pierre Andreu et Jean Le Marchand (Front national-syndicaliste), Jean Amos et Pierre Winter (Prélude).

### Les leçons du maintien de l'ordre

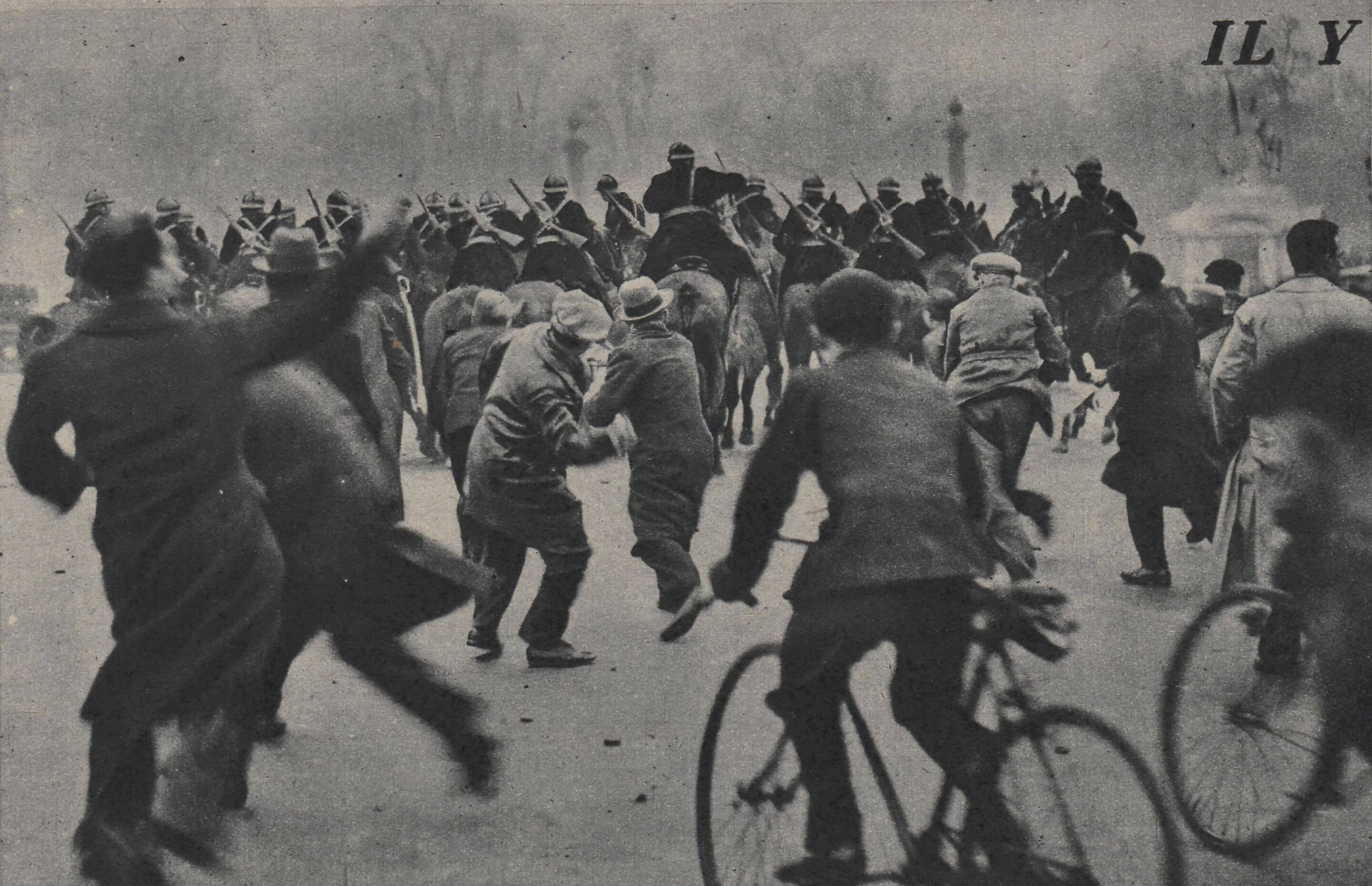
Cavaliers de la garde républicaine mobile contre des émeutiers sur la place de la Concorde le 6 février.

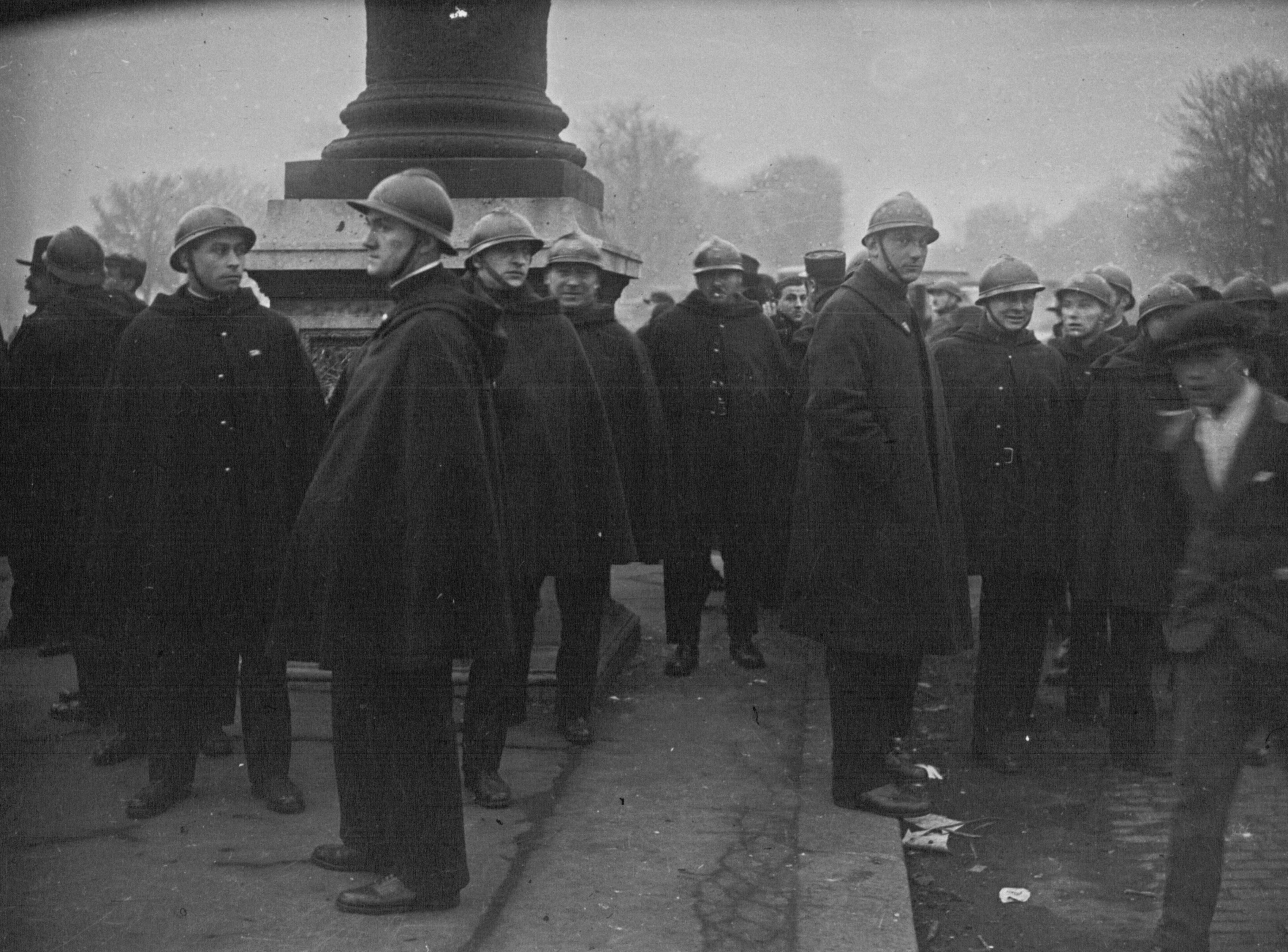
Policiers place de la Concorde le 6 février.

Le nombre élevé de victimes aggrave de manière irréversible la crise politique et marquera durablement les esprits. L'agressivité de certains manifestants et la volonté plus ou moins avérée de certains de faire tomber le gouvernement sont bien entendu en cause mais il apparaît que non seulement la situation a été mal anticipée (et notamment le nombre de manifestants et donc l’effectif du service d’ordre nécessaire) mais de plus qu'elle a été très mal gérée par les autorités et notamment par un préfet de police nouvellement nommé et donc manquant d'expérience : les différents corps de forces de l'ordre, mélangés, mal équipés et en nombre insuffisant se retrouvent acculés devant le palais Bourbon sans possibilité de recul et finissent par ouvrir le feu. On relève encore de nombreux morts au cours des manifestations suivantes – tant avant qu'après la guerre – mais la leçon sera retenue par les responsables de l'ordre qui font du « zéro-mort » la règle d'or en matière de maintien de l'ordre - notamment en Mai 68.
Au cours des mois qui suivent, différentes mesures seront prises, toutes plus ou moins directement inspirées par les événements du 6 février :
- le renforcement de la Sûreté générale qui devient la direction générale de la Sûreté nationale par décret du 28 avril 1934 (sans changement au niveau de la préfecture de police)[77] ;
- le rétablissement de l’article 10 du code d’instruction criminelle le 25 mars 1935[78]. Cet article, qui avait été abrogé par la loi sur les garanties des libertés individuelles le 7 février 1933, conférait aux préfets de département et au préfet de police de Paris le droit de décerner des mandats d’amener et de dépôt susceptibles d’être utilisés, entre autres, pour procéder à des arrestations temporaires en cas de troubles – constatés ou même anticipés – de l’ordre public ;
- le décret-loi du 23 octobre 1935 qui soumet toute manifestation sur la voie publique à la déclaration préalable aux autorités municipales ou préfectorales, cette même déclaration devant être déposée trois jours à l’avance avec mention des buts, lieux, dates heures et itinéraires projetés ;
- la circulaire Paganon (du nom du ministre de l’intérieur) du 27 octobre 1935 requérant que les préfets prennent des arrêtés d’interdiction pour les réunions de nature « à faire prévoir des incidents et à faire redouter des troubles »[79].

Enfin, la loi du 10 janvier 1936 renforce le pouvoir de dissolution d’association et vise notamment les associations et groupements qui provoqueraient des manifestations de rue armées, ainsi que les formations paramilitaires ou les groupes ayant pour but de porter atteinte à l’intégrité du territoire national ou d’attenter par la force à la forme républicaine du gouvernement.
Elle sera utilisée dès février 1936 pour dissoudre la Ligue d'Action française, la Fédération nationale des Camelots du roi et la Fédération nationale des étudiants d'Action française, au lendemain de l'agression subie par Léon Blum, puis en juin 1936 pour dissoudre quatre autres ligues, dont les Croix de Feu, alors que certaines (Jeunesses patriotes, Solidarité française) venaient de se transformer en partis politiques pour tenter d’échapper à la loi.
La réponse des ligues à ces mesures est soit de se transformer en partis politiques, soit d’entrer dans la clandestinité comme l'Organisation secrète d'action révolutionnaire nationale (OSARN), plus connue sous le sobriquet de la « Cagoule ».
Fin mai 1983, lorsque des affrontements éclatent entre des policiers et des étudiants hostiles à la réforme de l'enseignement supérieur sur le pont Alexandre-III, à quelques centaines de mètres du palais de l'Élysée, le président Mitterrand convoque son ministre de l'Intérieur, Gaston Defferre et le secrétaire d'État Joseph Franceschi pour les morigéner. Il leur dit : « Chacun sait depuis le 6 février 1934 que l'on ne doit jamais laisser les manifestants pénétrer dans le périmètre Palais-Bourbon, Élysée, place Beauvau. » Le choc constitué par la manifestation du 6 février 1934 s'est donc perpétué dans les consciences des hommes politiques français jusqu'au moins les années 1980. À l'émission télévisée l'Heure de Vérité Jean-Marie Le Pen, président du parti d'extrême droite, le Front national, fut invité pour la première fois le lundi 6 février 1984 ; soit cinquante ans jour pour jour après la manifestation factieuse. Tout en affirmant que l'extrême droite devait désormais avoir la même place dans les médias-audiovisuels que les quatre grandes composantes de la droite et de la gauche représentées à l'assemblée nationale, les organisateurs de l'émission préférèrent reporter l'invitation au lundi 13.

### Représentations culturelles

#### Bande dessinée
Le 6 février 1934 est représenté ou évoqué succinctement dans plusieurs bandes dessinées.
Dans Parabellum de Olivier Legrand et de Jean-Blaise Dijan, l'enquête sur la Cagoule évoque l'émeute au détour de quelques cases.
Dans le tome 3 de la série Les Poux de Christian Mouquet et Éric Stalner, le personnage principal se retrouve au milieu de la place de la Concorde durant l'émeute.
Dans le tome 1 de la série Une génération française de Thierry Gloris et Eduardo Ocaña, le 6 février 1934 est représenté au niveau de l'Arc de Triomphe.
Dans le tome 1 de la série Les Morin-Lourdel de Maric et Baron Brumaire, plusieurs personnages principaux se retrouvent au milieu de l'émeute place de la Concorde.
Dans le tome 1 de La Belle Espérance, Sarah Bernstein et son frère aperçoivent la manifestation depuis la rue.
Dans Missak Manouchian, une vie héroïque, le personnage principal affronte des ligueurs sur la place de la Concorde en pleine émeute.
Dans Les chemins de la gloire, de Jan Buquoy et Daniel Hulet, le héros, Raymond Lécluse, adhérent des Jeunesses patriotes, participe à la manifestation du 6 février.

#### Série
Dans le quatrième épisode de la série Au plaisir de Dieu, plusieurs protagonistes participent à l'émeute.

#### Films
Forces occultes en 1943, film antimaçonnique et antiparlementariste, la manifestation est vue depuis le palais Bourbon.

## Documentaire
- 2020 : 6 février 1934 : Le jour où la République a vacillé réalisé par Cédric Gruat[90].